# Corpus separatum (Fiume)

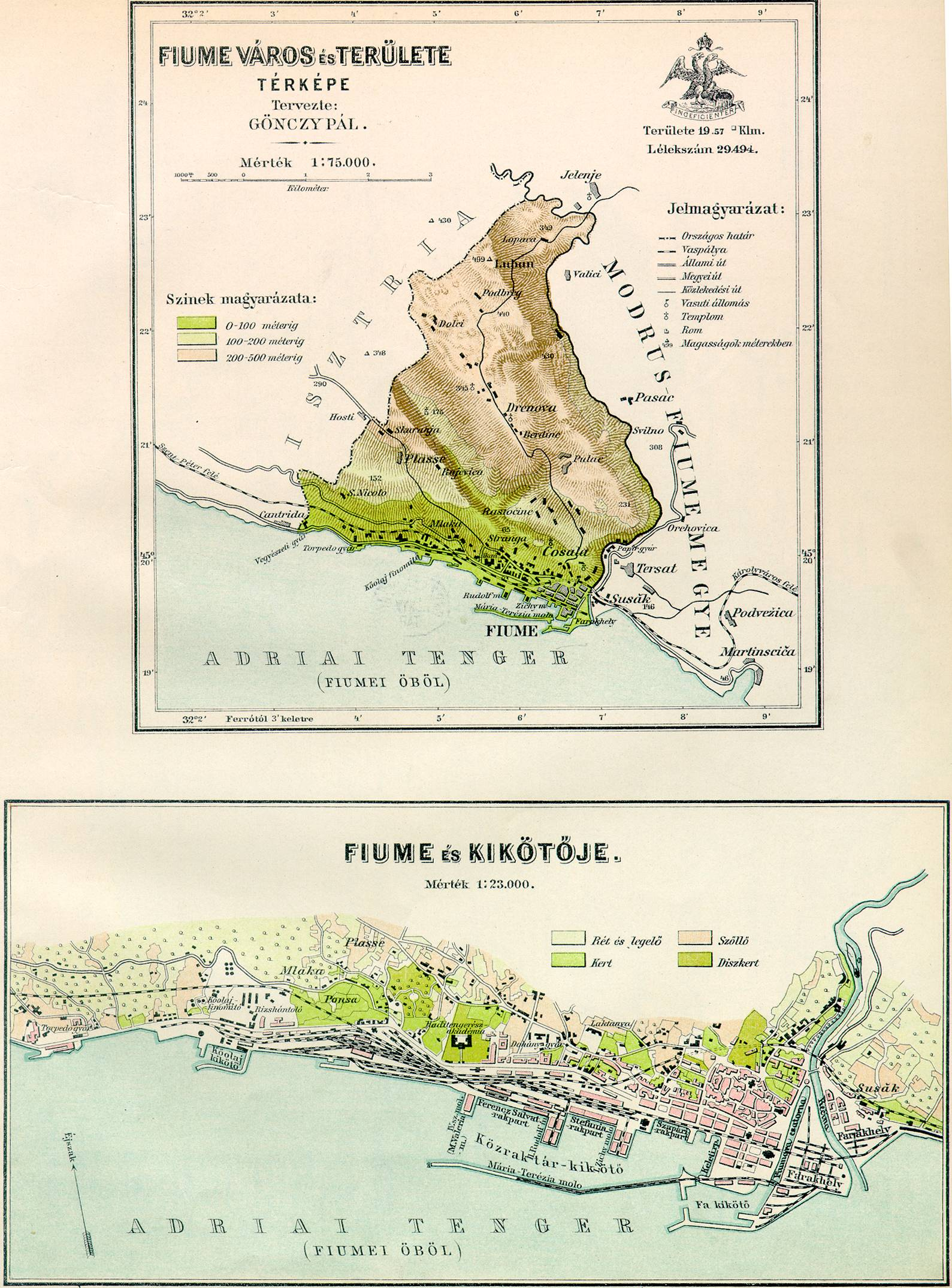
Territoire du corpus separatum de Fiume avant 1918.

Pour les articles homonymes, voir Corpus separatum.
Corpus separatum (« corps séparé ») est le statut qui a régi la ville de Fiume (de nos jours Rijeka) à l'époque de la monarchie des Habsbourg, de l'empire d'Autriche et de l'Autriche-Hongrie. Octroyé en 1779 par l'impératrice d'Autriche Marie-Thérèse, ce statut sépare la ville du royaume de Croatie-Slavonie et la place sous l'autorité directe de la couronne de Hongrie. Il s'interrompt à deux reprises : sous l'occupation française (1805-1813), et de 1848 à 1868, lorsque la ville est rendue à la Croatie-Slavonie par le ban de Croatie Josip Jelačić qui l'intègre dans le comitat de Modruš-Rijeka. En 1868 elle en est détachée à nouveau en tant que Corpus separatum et perdure ensuite jusqu'au 29 octobre 1918, lorsque Fiume, renommée Rijeka, rejoint l'État des Slovènes, Croates et Serbes. Pour peu de temps, car le 12 septembre 1919 la ville est prise par les milices de Gabriele D'Annunzio qui y dirige l'État libre de Fiume, reconnu au traité de Rapallo (1920), tandis que le traité de Trianon oblige la Hongrie à y renoncer.